# Fowler (Kalifornia)
Fowler város az USA Kalifornia államában, Fresno megyében. Lakosainak száma 6700 fő (2020. április 1.).

## Népesség
A település népességének változása:

| 2010 | 5 570 |
| 2020 | 6 700 |